# Froid comme l'été
Pour plus de détails, voir Fiche technique et Distribution.
Froid comme l'été est un téléfilm dramatique français réalisé par Jacques Maillot et sorti en 2002. Lors de sa diffusion sur Arte le 3 octobre 2003, il rassemblera 2 millions de téléspectateurs.

## Synopsis
Pendant l'été, Rachel, jeune mère effacée d'un bébé de 14 mois, vit sa vie avec détachement et se laisse guider par ses envies et ses relations, jusqu'à partir dans le Sud où elle rencontre Cécile, qui lui inspirera des sentiments d'amour, peut-être les premiers de sa vie. La réalité finira par la rattraper.

## Fiche technique
- Titre : Froid comme l'été
- Titre anglais international : Cold as summer
- Réalisation : Jacques Maillot
- Scénario, adaptation et dialogues : Pierre Chosson, Jacques Maillot
- Image : Chicca Ungaro
- Musique : Stéphan Oliva
- Montage : Andrea Sedlácková
- Décors : Nicolas Derieux
- Son : Frédéric De Ravignan
- Costumes : Bethsabée Dreyfuss
- Sociétés de production : Arte France, Magouric Productions, avec la participation du Centre National de la Cinématographie et le soutien de la Procirep
- Producteur délégué : Laurent Bénégui
- Pays de production : France
- Langue originale : français
- Format : couleur - 1.66:1
- Genre : drame, romance
- Durée : 88 minutes
- Date de diffusion : le 3 octobre 2003 à 20 h 45 sur Arte

## Distribution
- Sarah Grappin : Rachel
- Mika Tard : Cécile
- Nathalie Richard : Claire, l'enquêtrice
- Daphné Tarka : Louise
- Zacharie Babinet : le petit garçon
- Audrey Fleurot : Marine, la collègue
- Valérie Mairesse : Elisabeth, la voisine
- Joseph Malerba : Gérard
- Éric Bonicatto : David
- Fred Ulysse : le père de Rachel
- Catherine Ferran : la mère de Rachel
- Liliane Rovère : la mère de Claire
- Malik Zidi : Baudelaire
- Françoise Pinkwasser : madame Aymard
- Bruno Paviot : le médecin légiste
- Marc Chapiteau : le médecin de nuit

### Tournage
Le téléfilm a été tourné notamment à La Grande Motte, Palavas-les-Flots, Sète et dans les Gorges de l'Hérault.

## Distinctions

### Récompenses
- Prix de la meilleure interprétation féminine pour Sarah Grappin et Prix de la révélation et découverte pour Mika Tard au Festival de la Fiction TV de Saint-Tropez 2002
- Prix Italia du meilleur téléfilm européen en 2003
- Prix Media de la Fondation pour l'enfance en 2004

## Éditions en vidéo
Froid comme l'été est édité en DVD en France par Blaq Out en janvier 2004 et aux États-Unis par Parlour Pictures en août 2006.

## Sources
- http://download.pro.arte.tv/archives/fichiers/01778570.pdf
- http://www.laurent-benegui.fr/Pages/Prod_03.html
- http://createpdf.cccommunication.biz/tmp/cv_jacques_maillot_UBBA_10_2022.pdf